# گابریل پائولتی
گابریل پائولتی (انگلیسی: Gabriele Paoletti؛ زادهٔ ۱۱ آوریل ۱۹۷۸) بازیکن فوتبال اهل ایتالیا است.
از باشگاه‌هایی که در آن بازی کرده‌است می‌توان به باشگاه فوتبال مودنا، باشگاه فوتبال تورینو، باشگاه فوتبال مسینا، باشگاه فوتبال ویرتوس لانچانو، باشگاه فوتبال آ.اس. رم، باشگاه فوتبال اودینزه، باشگاه فوتبال رجانا، و باشگاه فوتبال اتلتیکو آرتزو اشاره کرد.